# Archevêque

Jean-François de Gondi, premier archevêque de Paris.

Dans plusieurs dénominations chrétiennes, un archevêque  est un ministre ecclésiastique appartenant à l'ordre épiscopal et bénéficiant d'une primauté d'honneur sur les évêques suffragants. Il est souvent à la tête d'une province ecclésiastique. 

## Fonction
La charge de l'archevêque est désignée par le terme archiépiscopat (le « ch » étant parfois prononcé comme le son « k »). Ce terme masculin du VIIIe siècle, emprunté au latin médiéval archiepiscopatus, représente la dignité et la fonction d’archevêque,,. Par métonymie, il s'agit également de la période d'exercice fonction du dignitaire ecclésiastique,,. L'archiépiscopat trouve son synonyme avec le mot archevêché, ce terme pouvant recouvrir à la fois les sens de fonction et de siège du dignitaire ainsi que de la province ecclésiastique,.

## Dans l'Église catholique

### Dans l'Église latine

Ornement extérieur de l'écu d'un archevêque.

Dans l'Église latine, régie par le code de droit canonique, l'archevêque est un prélat qui bénéficie, en vertu d'anciens privilèges attachés à son diocèse ou d'une décision pontificale, d'une dignité supérieure à celle d'un évêque.

#### Archevêque et archidiocèse
En principe, l'archevêque est l'ordinaire d'une Église particulière appelée archidiocèse. L'ordinaire d'un archidiocèse est dit archevêque ex officio, titre qu'il conserve après son départ.
Un archevêque peut aussi être l'ordinaire d'un simple diocèse ou d'une autre Église particulière. Un tel archevêque est dit archevêque ad personam.
Un archevêque peut ne pas être l'ordinaire d'une Église particulière. Un tel archevêque est dit archevêque titulaire.

#### Archevêque métropolitain

Ornement extérieur de l'écu d'un archevêque métropolitain.

En principe, l'office de métropolitain est joint au siège archiépiscopal de sorte que l'archevêque qui est l'ordinaire d'un archidiocèse est le métropolitain d'une province ecclésiastique.
La grande majorité des archevêques catholiques sont aussi métropolitains, c'est-à-dire à la tête d'une province ecclésiastique.
L'archevêque détient, d'une part la juridiction spirituelle de son diocèse appelé un archidiocèse, et d'autre part, un certain droit de regard sur les évêques de sa province. Son rôle est essentiellement d'organiser la coopération entre les diocèses, il n'a pas d'autorité à proprement parler sur les diocèses de sa province autres que le sien (appelés diocèses suffragants).
Les archevêques métropolitains portent le pallium.

#### Archevêque non métropolitain
Il existe des archidiocèses auquel l'office de métropolitain n'est pas joint. Au 1er septembre 2013, leur nombre était de quarante-huit. Un tel archidiocèse est dit archidiocèse non métropolitain et l'archevêque qui en est l'ordinaire est dit archevêque non métropolitain.

##### Archevêque non métropolitain suffragant
Certains archidiocèses non métropolitains sont suffragants d'un archidiocèse métropolitain ; l'archevêque d'un tel archidiocèse est dit archevêque suffragant. Il s'agit en général de sièges autrefois métropolitains ayant perdu ce privilège au profit d'une autre ville voisine devenue plus importante, laquelle conserve la dignité archiépiscopale.
C'est le cas, en France, de huit archidiocèses :
- ceux d'Aix et d'Avignon, qui sont suffragants de l'archidiocèse de Marseille ;
- celui d'Albi et celui d'Auch qui sont suffragants de l'archidiocèse de Toulouse ;
- celui de Bourges, qui est suffragant de l'archidiocèse de Tours ;
- celui de Cambrai, qui est suffragant de l'archidiocèse de Lille ;
- celui de Chambéry, qui est suffragant de l'archidiocèse de Lyon ;
- et celui de Sens, qui est suffragant de l'archidiocèse de Dijon.

##### Archevêque non métropolitain exempt
D'autres archidiocèses non métropolitains ne sont suffragants d'aucun métropolitain ; l'archevêque qui est l'ordinaire d'un tel archidiocèse est dit archevêque exempt ou sujet immédiat du Saint-Siège. Cette situation résulte toujours d'une particularité historique ; c'est le cas, par exemple, de :
- l'archidiocèse de Strasbourg. L'Alsace-Moselle étant régie depuis 1801 par le concordat comme le reste de la France, le siège épiscopal de Strasbourg était suffragant de Besançon. Le diocèse de Strasbourg sortit du territoire français à la suite de son annexion à l'Allemagne par le traité de Francfort (1871) à l'issue de la guerre franco-allemande de 1870 ; aussi la Sacrée Congrégation consistoriale fit-elle du diocèse un sujet immédiat du Saint-Siège, par le décret Rem in ecclesiastica du 14 juin 1874. Le pape Jean-Paul II éleva par la suite le diocèse au rang d'archidiocèse, par la constitution apostolique Antiquissima ipsa du 1er juin 1988.
- l'archidiocèse de Monaco. La Sacrée Congrégation consistoriale érige l'abbaye territoriale des Saints-Nicolas-et-Benoît, avec juridiction sur toute la principauté de Monaco, par le décret Pastoris aeterni du 30 avril 1868. Vingt ans plus tard, Léon XIII érige l'abbaye en évêché dépendant directement de Rome, par la bulle pontificale Quemadmodum Sollicitus Pastor du 15 mars 1887. Enfin, par la bulle Apostolica haec du 30 juillet 1981 — dont la forme est celle d'un traité international —, le pape Jean-Paul II élève le siège épiscopal de Monaco à la dignité d'archevêché en compensation de la renonciation du Prince au droit de patronat et de collation. L'archevêque de Monaco siège à la Conférence des évêques de France.
- l'archidiocèse de Vaduz, au Liechtenstein. Il est créé par le pape Jean-Paul II par le bref Ad satius consulendum du 2 décembre 1997 pour régler un conflit interne au diocèse de Coire en Suisse. Son territoire correspond désormais à celui de la principauté. L'archevêque de Vaduz siège à la Conférence des évêques de Suisse.

Monaco ou le Liechtenstein peuvent aussi être jugés trop petits (malgré leur caractère souverain) pour justifier la création d'une province ecclésiastique, tout en voyant ainsi reconnaître au siège de leur capitale un caractère national.

#### Archevêque primat
Certains archevêques métropolitains jouissent également du titre de primat, qui leur garantit une juridiction théorique sur plusieurs provinces. Les autres primaties provinciales ne sont plus portées depuis les années 1960-1970, à l'exception en France des titres suivants qui restent uniquement honorifiques (cf. canon 438 du Code de droit canonique) :
- primat des Gaules, attribué aux archevêques de Lyon. Par la bulle Antiqua sanctorum patrum d'avril 1079, le pape Grégoire VII reconnaît à Gébuin, archevêque de Lyon, et à ses successeurs le titre de primat, avec juridiction sur les quatre provinces de Lyonnaise, à savoir les provinces ecclésiastiques de Lyon, de Rouen, de Tours et de Sens ;
- primat de Normandie, attribué aux archevêques de Rouen. Un arrêt du Conseil du 12 mai 1702 confirme le titre et interdit à l'archevêque de Lyon d'intervenir dans son ressort. L'archevêque de Rouen revendiquait la juridiction sur les nouveaux diocèses d'Amérique du Nord, avant que Rome ne mît fin à cette prétention.
- primat de Lorraine, attribué aux évêques de Nancy (qui n'ont néanmoins pas le rang d'archevêques). Le bref apostolique du 20 février 1824 les autorise à accoler à leur titre celui d'évêque de Toul, le titre de primat leur ayant initialement été attribué en 1602.
- primat d'Aquitaine : l'archevêque de Bordeaux, de 1305 (par Clément V) à 1801. Les conséquences de ce titre honorifique sont visibles dans la cinquième rangée de houppes du blason épiscopal de Jean-Paul James, archevêque de Bordeaux depuis 2019.

Il existe également en France les titres historiques suivants, correspondant au territoire actuel des provinces ecclésiastiques :
- primat de Belgique Seconde : l'archevêque de Reims. Par la bulle Potestatem ligandi du 25 décembre 1089, le pape Urbain II reconnaît à Rainaud, archevêque de Reims, et à ses successeurs la primatie sur la Belgique seconde, c'est-à-dire la province ecclésiastique de Reims ;
- primat de Bretagne : l'archevêque de Rennes, Dol et Saint-Malo. Titre créé en 848 par Nominoë et conféré à l'évêque de Dol pour assurer son indépendance vis-à-vis de la province ecclésiastique de Tours. L'affaire s'achève par la bulle Licet primum fulminée le 1er juin 1199 par le pape Innocent III qui confirme que le diocèse de Dol est suffragant de l'archidiocèse de Tours. Le titre est encore utilisé en 1958 par le cardinal Clément Roques[8].

D'autres titres historiques français ont existé, mais les diocèses auxquels ils correspondaient ne sont plus les archidiocèses métropolitains d'une province ecclésiastique :
- primat des Aquitaines ou Narbonnaises : l'archevêque de Bourges, de 864 (par Nicolas Ier) à 1801. L'archidiocèse de Bourges est rattaché à la province ecclésiastique de Tours depuis 2002.
- primat de Gaule et de Germanie : l'archevêque de Sens, de 876 à 1801. L'archidiocèse de Sens-Auxerre est rattaché à la province ecclésiastique de Dijon depuis 2002 ;
- primat de Gaule Narbonnaise. Par la bulle Potestam ligandi de novembre 1097, Urbain II reconnaît à Bertrand, archevêque de Narbonne, et à ses successeurs le titre de primat des deux provinces de Narbonnaise : les provinces ecclésiastiques de Narbonne et d'Aix. L'archidiocèse de Narbonne est supprimé en 1801, l'archevêque de Toulouse est autorisé en 1822 à relever le titre d'archevêque de Narbonne. En 2006, le titre du siège supprimé de Narbonne est transféré au diocèse de Carcassonne, rattaché depuis 2002 à la province ecclésiastique de Montpellier, qui prend son nom actuel de diocèse de Carcassonne et Narbonne.
- primat de Novempopulanie, ou Deux Navarres (1650) : l'archevêque d'Auch, de 870 à 1801. L'archidiocèse d'Auch est rattaché à la province ecclésiastique de Toulouse depuis 2002.
- primat des Sept Provinces, ou « primat des primats » : la bulle du pape Calixte II du 26 février 1120 accorde à l'archevêque de Vienne la primatie sur sept provinces : Vienne, Bourges, Bordeaux, Auch, Narbonne, Aix-en-Provence et Embrun. L'archidiocèse de Vienne est supprimé en 1790. Le territoire de Vienne est devenu une zone interdiocésaine de 1967 à 2006, puis la ville de Vienne est intégrée avec des paroisses dans le diocèse de Grenoble.

#### Archevêque patriarche
Deux archevêques métropolitains jouissent encore du titre de patriarche, purement honorifique (cf. canon 438 du Code de droit canonique) :
- celui de Venise, en Italie. Le titre patriarcal de l'évêque d'Aquilée (patriarcat depuis 557) passe en 607, lors d'un schisme, au siège épiscopal de Grado, avant d'être attribué définitivement à celui de Venise le 8 octobre 1451. Venise était également le siège de l'archevêque patriarche latin de Constantinople de 1470 à 1964 ;
- et celui de Lisbonne, au Portugal. Fondé au IVe siècle, le diocèse a été élevé au rang d'archidiocèse le 10 novembre 1394, puis à celui de patriarcat le 7 novembre 1716.

#### Archevêque titulaire
Enfin, les archevêques ou évêques titulaires sont des prélats pourvus de la dignité épiscopale, mais n'ayant aucune juridiction diocésaine. Cette dignité est toujours accordée aux nonces apostoliques, ainsi qu'à des membres de la Curie romaine, qui jouissent ainsi d'une plus grande stabilité en cas de changement de pape.

#### Archevêque-évêque
L'on appelle « archevêque-évêque » :
- un archevêque ex officio ou titulaire déplacé ensuite à un siège seulement épiscopal :
  - Marcel Lefebvre, archevêque de Dakar (1955) puis archevêque-évêque de Tulle (1962) ;
  - Philippe Ballot, archevêque de Chambéry (2009) puis archevêque-évêque de Metz (2022).
- un évêque promu archevêque ad personam :
  - Joan-Enric Vives i Sicília, évêque d'Urgell et coprince d'Andorre (2003) puis archevêque-évêque d'Urgell (2010) à titre personnel.
- un évêque pressenti vainement pour un siège archiépiscopal, pour l'en dédommager :
  - Étienne Antoine Boulogne, évêque de Troyes (1808), pressenti pour Vienne (1817) puis archevêque-évêque de Troyes (1824-1825).

### Dans les Églises catholiques orientales
Le code des canons des Églises orientales, qui régit les Églises catholiques orientales, reconnaît le titre d'archevêque majeur à certains primats, à la tête d’Églises autonomes et membres de la Congrégation pour les Églises orientales. Le titre, créé en 1963 pour le chef de l'Église grecque-catholique ukrainienne, correspond au titre patriarcal de Catholicos des Églises orthodoxes. Il en existe actuellement quatre :
- l'archevêque majeur de Ernakulam-Angamaly (Inde), syro-malabare ;
- l'archevêque majeur de Făgăraş et Alba Iulia (Roumanie), grec-catholique roumain ;
- l'archevêque majeur de Kiev et toute la Galicie (Ukraine), grec-catholique ukrainien ;
- L'archevêque majeur de Trivandrum (Inde), syro-malankare.

## Dans l'Église anglicane
La communion anglicane compte quarante provinces ecclésiastiques, la plupart comptant un ou plusieurs archevêques, et six petites églises rattachées différemment. Chacune de ces provinces ou églises est autonome. Les sièges les plus connus sont ceux de l'Église d'Angleterre, Canterbury (chef spirituel de l'Église d'Angleterre et de la communion anglicane) et York. Ces deux archevêques sont des « pairs spirituels » (spiritual peers) et donc membres de la Chambre des lords britannique.

## Dans les églises luthériennes
Relevant généralement du système presbytérien synodal, les églises luthériennes ont conservé certaines des formes héritées du système épiscopalien et certaines ont des archevêques. C'est le cas en Suède, en Finlande, en Lituanie et en Allemagne où l'église luthérienne est non seulement l'héritière directe des structures catholiques d'avant la Réforme mais aussi suffisamment nombreuse pour avoir deux niveaux hiérarchiques.
Un archevêque suédois célèbre est Lars Olof Jonathan Söderblom, qui s'est illustré dans le domaine de l’œcuménisme. C'est à Uppsala que se trouve le siège du seul archevêque de l'Église de Suède.

## Dans l'Église orthodoxe
Dans les Églises orthodoxes, à l’origine, l'archevêque était l'évêque qui présidait les conciles de sa province, synonyme de métropolitain. Dans la pratique orthodoxe actuelle, le mot a plusieurs usages distincts :
1. Usage grec : titre porté par un évêque qui est aussi primat (Chypre, Grèce, Crète). Les patriarches sont aussi appelés archevêques de la ville où est situé leur siège épiscopal, tandis que tous les autres évêques titulaires sont métropolites.
2. Usage russe : titre porté par un évêque titulaire qui a reçu une distinction honorifique intermédiaire entre le rang des simples évêques et celui des métropolites.
3. Usage roumain : il se conforme à la signification originelle du mot.